# Cerithiopsis pallida
Cerithiopsis pallida is een slakkensoort uit de familie van de Cerithiopsidae. De wetenschappelijke naam van de soort is voor het eerst geldig gepubliceerd in 1988 door Golikov.